# Achromadora minima
Achromadora minima är en rundmaskart som först beskrevs av Nathan Augustus Cobb 1893.  Achromadora minima ingår i släktet Achromadora och familjen Cyatholaimidae. Inga underarter finns listade i Catalogue of Life.